# Hậu Giang
Hậu Giang là một tỉnh cũ thuộc vùng Đồng bằng sông Cửu Long, Việt Nam.

## Địa lý

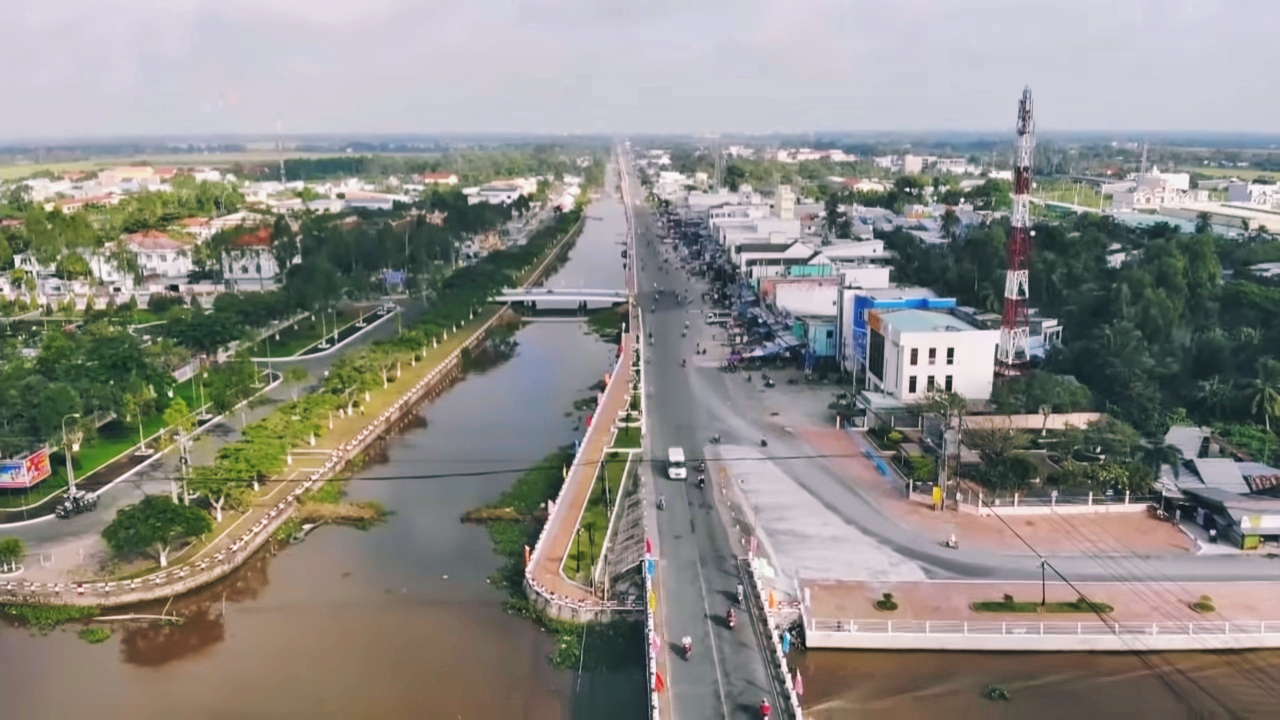
Thị trấn Nàng Mau, huyện Vị Thủy

Hậu Giang là tỉnh thuộc khu vực nội địa của đồng bằng sông Cửu Long. Lãnh thổ của tỉnh nằm trong tọa độ từ 9030'35 đến 10019'17 Bắc và từ 105014'03 đến 106017'57 kinh Đông. Hậu Giang là tỉnh ở trung tâm châu thổ sông Mê Kông, thuộc khu vực nội địa của Đồng bằng sông Cửu Long nên có vị trí địa lý:
- Phía đông giáp tỉnh Sóc Trăng
- Phía tây giáp tỉnh Kiên Giang
- Phía nam giáp tỉnh Bạc Liêu
- Phía bắc giáp thành phố Cần Thơ và tỉnh Vĩnh Long.[8]

Tỉnh lỵ hiện nay là thành phố Vị Thanh cách Thành phố Hồ Chí Minh 240 km về phía tây nam, cách thành phố Cần Thơ 60 km theo Quốc lộ 61 và chỉ cách 40 km theo đường nối Vị Thanh – thành phố Cần Thơ.
Tỉnh nằm ở hạ lưu sông Hậu, giữa một mạng lưới sông ngòi, kênh rạch chằng chịt. Hậu Giang tiếp giáp với thành phố Cần Thơ, trung tâm của vùng Tây Nam Bộ. Hậu Giang là một trong những trung tâm lúa gạo của miền Tây Nam Bộ. Tỉnh có thế mạnh về cây lúa và cây ăn quả các loại, có nguồn thủy sản phong phú, chủ yếu tôm cá nước ngọt và chăn nuôi gia súc. Sông Mái Dầm có đặc sản cá ngát nổi tiếng. Tỉnh nổi tiếng với chợ nổi Ngã Bảy và nhiều di tích lịch sử cấp quốc gia như di tích Khởi Nghĩa Nam Kỳ, di tích Liên Hiệp Đình Chiến Nam Bộ, Căn cứ Tỉnh Ủy Cần Thơ, di tích Tầm Vu, đền Bác Hồ, v.v...

### Điều kiện tự nhiên

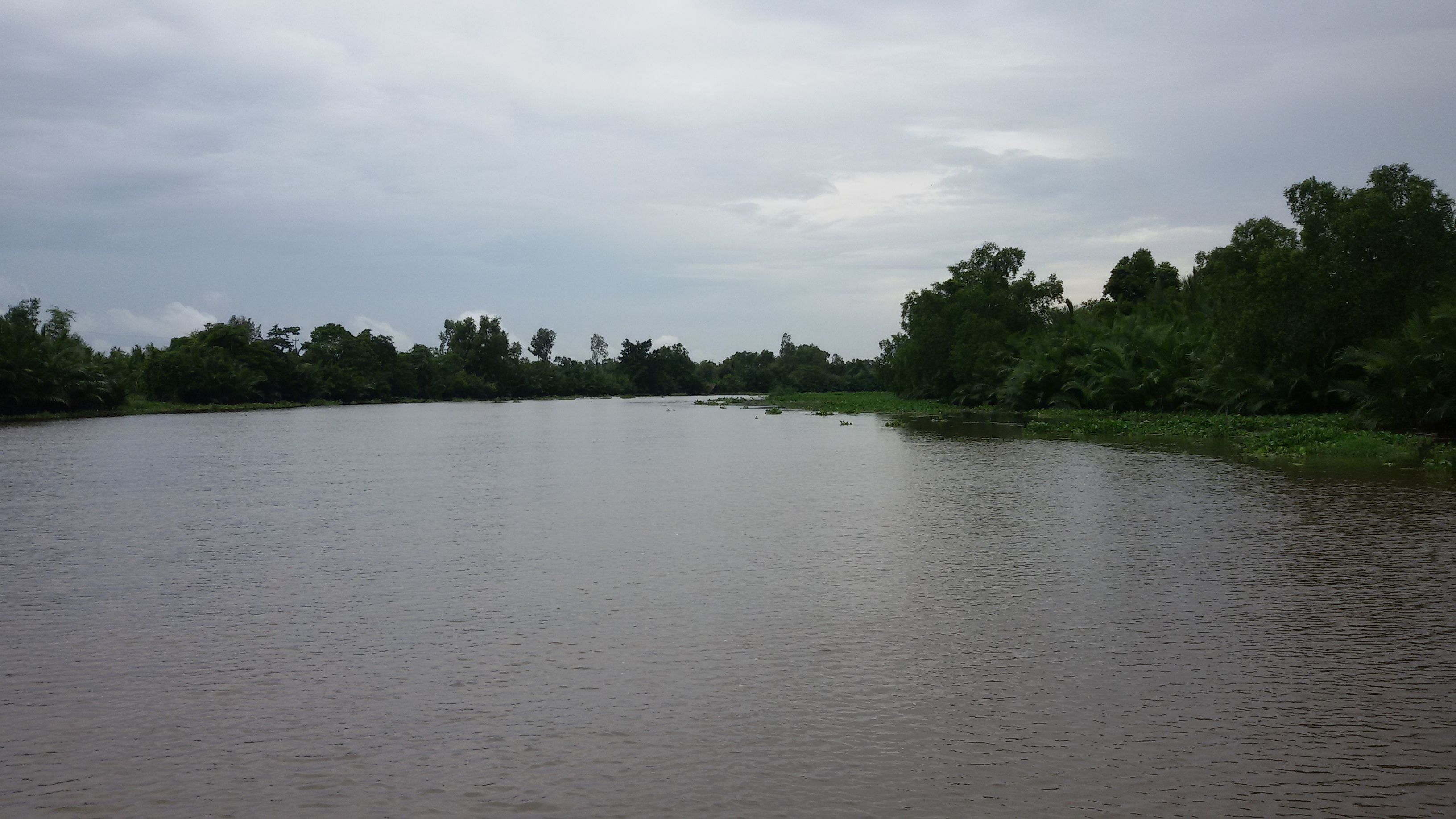
Sông Cái - ranh giới tự nhiên giữa Hậu Giang với Bạc Liêu

Hậu Giang là tỉnh ở Đồng bằng châu thổ sông Cửu Long, địa hình thấp trũng, độ cao trung bình dưới 2 mét so với mực nước biển. Địa hình thấp dần từ Bắc xuống Nam và từ Đông sang Tây. Khu vực ven sông Hậu cao nhất, trung bình khoảng 1 - 1,5 mét, độ cao thấp dần về phía Tây. Bề mặt địa hình bị chia cắt mạnh bởi hệ thống kênh rạch nhân tạo.
Tỉnh Hậu Giang nằm trong vòng đai nội chí tuyến Bắc bán cầu, gần xích đạo, có khí hậu nhiệt đới gió mùa, chia thành hai mùa rõ rệt. Mùa mưa có gió Tây Nam từ tháng 5 đến tháng 11, mùa khô có gió Đông Bắc từ tháng 12 đến tháng 4 hàng năm. Nhiệt độ trung bình là 27°C không có sự chênh lệch quá lớn qua các năm. Tháng có nhiệt độ cao nhất (35°C) là tháng 4 và thấp nhất vào tháng 12 (20,3°C). Mùa mưa từ tháng 5 đến tháng 11 hàng năm, chiếm từ 92–97% lượng mưa cả năm. Lượng mưa ở Hậu Giang thuộc loại trung bình, khoảng 1.800 mm/năm, lượng mưa cao nhất vào khoảng tháng 9 (250,1 mm). Ẩm độ tương đối trung bình trong năm phân hoá theo mùa một cách rõ rệt, chênh lệch độ ẩm trung bình giữa tháng ẩm nhất và tháng ít ẩm nhất khoảng 11%. Độ ẩm trung bình thấp nhất vào khoảng tháng 3 và 4 (77%) và độ ẩm trung bình trong năm là 82%.
Tỉnh Hậu Giang có một hệ thống sông ngòi kênh rạch chằng chịt với tổng chiều dài khoảng 2.300 km. Mật độ sông rạch khá lớn 1,5 km/km, vùng ven sông Hậu thuộc huyện Châu Thành lên đến 2 km/km. Hậu Giang nằm trong vùng trũng của khu vực Đồng bằng Sông Cửu Long. Cấu tạo của vùng có thể chia thành hai vùng cấu trúc rõ rệt là Tầng cấu trúc dưới và Tầng cấu trúc bên, trong đó Tầng cấu trúc dưới gồm Nền đá cổ cấu tạo bằng đá Granit và các đá kết tinh khác, bên trên là đá cứng cấu tạo bằng đá trầm tích biển hoặc lục địa và các loại đá mắcma xâm nhập hoặc phun trào.

## Hành chính

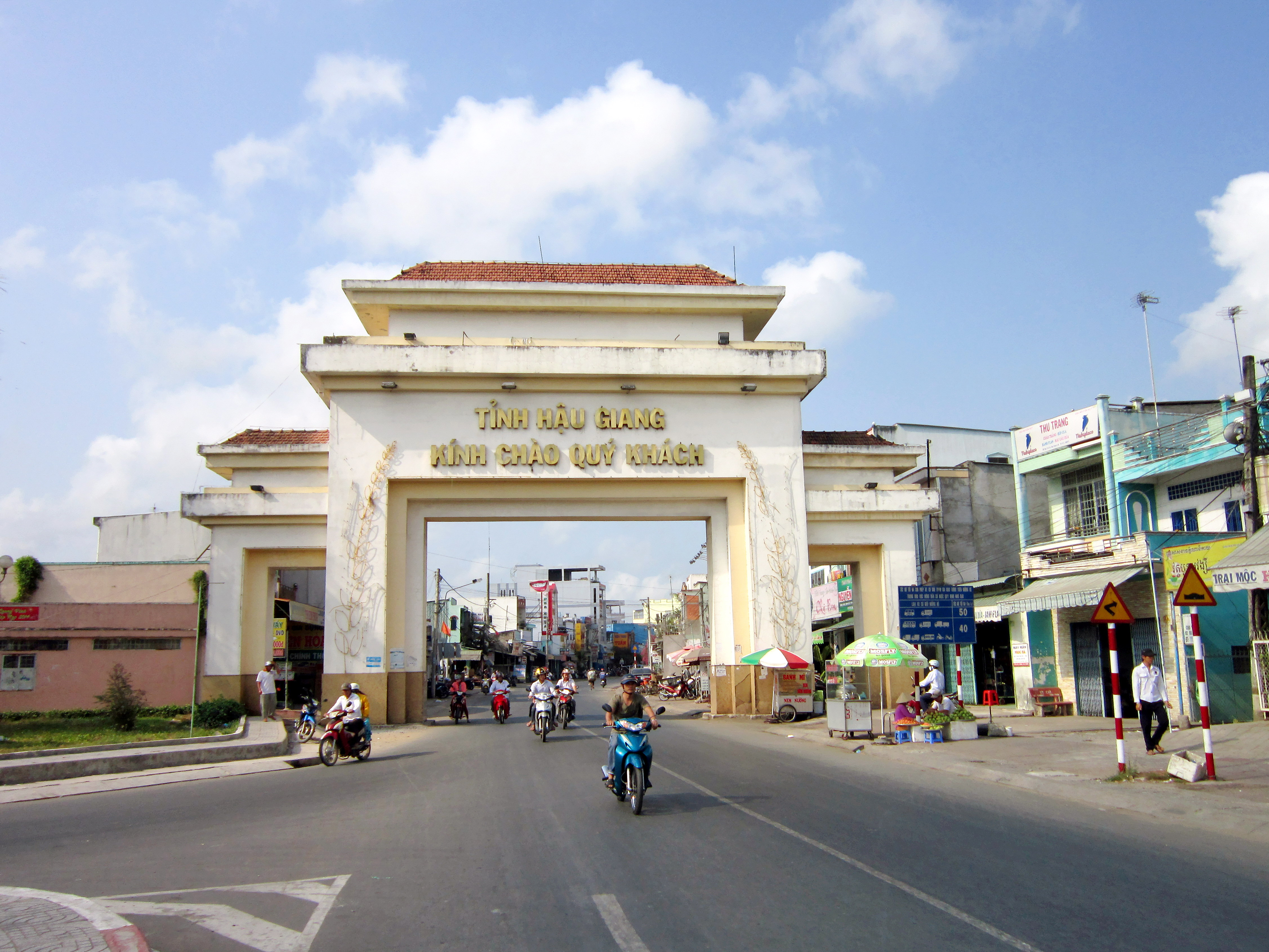
Cổng chào tỉnh Hậu Giang, đặt trên địa bàn thị trấn Cái Tắc, huyện Châu Thành A

Tỉnh Hậu Giang có 8 đơn vị hành chính, gồm 2 thành phố, 1 thị xã và 5 huyện được chia làm 51 xã, 13 phường và 11 thị trấn.
| TP. Vị Thanh TP. Ngã Bảy TX. Long Mỹ H. Long Mỹ H. Vị Thủy H. Phụng Hiệp H. Châu Thành A H. Châu Thành T. Kiên Giang TP. Cần Thơ T. Vĩnh Long T. Sóc Trăng T. Bạc Liêu Bản đồ hành chính tỉnh Hậu Giang |

| \| Tên \| Diện tích năm 2024 (km²) \| Dân số quy đổi năm 2024 (người) \| Mật độ dân số (người/km²) \| Năm thành lập \| Loại đô thị \| Hành chính \| \| ------------- \| ------------------------ \| ------------------------------- \| ------------------------- \| ------------- \| ----------- \| ----------------- \| \| Thành phố (2) \| \| \| \| \| \| \| \| Vị Thanh \| 118,79 \| 92.940 \| 782 \| 2010 \| Loại II \| 5 phường, 4 xã \| \| Ngã Bảy \| 78,17 \| 72.455 \| 926 \| 2020 \| Loại III \| 4 phường, 2 xã \| \| Thị xã (1) \| \| \| \| \| \| \| \| Long Mỹ \| 149,27 \| 92.607 \| 620 \| 2015 \| Loại III \| 4 phường, 5 xã \| \| Huyện (5) \| \| \| \| \| \| \| \| Châu Thành \| 140,86 \| 107.543 \| 763 \| 1913 \| \| 2 thị trấn, 6 xã \| \| Châu Thành A \| 160,53 \| 130.261 \| 811 \| 2000 \| \| 4 thị trấn, 6 xã \| \| Long Mỹ \| 260,72 \| 111.396 \| 427 \| 1908 \| \| 1 thị trấn, 7 xã \| \| Phụng Hiệp \| 484,50 \| 260.821 \| 538 \| 1917 \| \| 3 thị trấn, 12 xã \| \| Vị Thủy \| 229,32 \| 129.856 \| 566 \| 1999 \| \| 1 thị trấn, 9 xã \| |                          |                                 |                           |               |             |                   |
| Tên | Diện tích năm 2024 (km²) | Dân số quy đổi năm 2024 (người) | Mật độ dân số (người/km²) | Năm thành lập | Loại đô thị | Hành chính        |
| Thành phố (2) |                          |                                 |                           |               |             |                   |
| Vị Thanh | 118,79                   | 92.940                          | 782                       | 2010          | Loại II     | 5 phường, 4 xã    |
| Ngã Bảy | 78,17                    | 72.455                          | 926                       | 2020          | Loại III    | 4 phường, 2 xã    |
| Thị xã (1) |                          |                                 |                           |               |             |                   |
| Long Mỹ | 149,27                   | 92.607                          | 620                       | 2015          | Loại III    | 4 phường, 5 xã    |
| Huyện (5) |                          |                                 |                           |               |             |                   |
| Châu Thành | 140,86                   | 107.543                         | 763                       | 1913          |             | 2 thị trấn, 6 xã  |
| Châu Thành A | 160,53                   | 130.261                         | 811                       | 2000          |             | 4 thị trấn, 6 xã  |
| Long Mỹ | 260,72                   | 111.396                         | 427                       | 1908          |             | 1 thị trấn, 7 xã  |
| Phụng Hiệp | 484,50                   | 260.821                         | 538                       | 1917          |             | 3 thị trấn, 12 xã |
| Vị Thủy | 229,32                   | 129.856                         | 566                       | 1999          |             | 1 thị trấn, 9 xã  |

## Lịch sử

Biểu trưng tỉnh

Trước năm 1976, Hậu Giang là tên gọi theo âm Hán – Việt của Sông Hậu. Vùng đất thuộc tỉnh Hậu Giang ngày nay trước năm 1956 nằm rải rác thuộc tỉnh Cần Thơ và tỉnh Rạch Giá. Từ năm 1957, toàn bộ vùng đất tỉnh Hậu Giang ngày nay đều thuộc về tỉnh Cần Thơ (về phía chính quyền Việt Nam Cộng Hòa là thuộc các tỉnh Phong Dinh, Chương Thiện). Tháng 3 năm 1976, tỉnh Hậu Giang được thành lập trên cơ sở hợp nhất ba đơn vị hành chính cấp tỉnh ngang bằng nhau trước đó là tỉnh Cần Thơ, tỉnh Sóc Trăng và thành phố Cần Thơ. Ngày 26 tháng 12 năm 1991, tỉnh Hậu Giang được chia thành tỉnh Cần Thơ và tỉnh Sóc Trăng. Ngày 26 tháng 11 năm 2003, tỉnh Cần Thơ lại được chia thành thành phố Cần Thơ trực thuộc Trung ương và tỉnh Hậu Giang. Ngày 12 tháng 6 năm 2025, sáp nhập tỉnh Hậu Giang và tỉnh Sóc Trăng vào thành phố Cần Thơ.

### Thời Pháp thuộc
Tỉnh Hậu Giang ngày nay vào thời Pháp thuộc bao gồm quận Long Mỹ của tỉnh Rạch Giá; quận Phụng Hiệp và một phần quận Châu Thành của tỉnh Cần Thơ.
Năm 1939, quận Long Mỹ có 3 tổng: An Ninh, Thanh Giang, Thanh Tuyên. Quận Phụng Hiệp năm 1939 có 2 tổng: Định Hòa, Định Phước. Riêng quận Châu Thành có 2 tổng: Định An, Định Bảo.
Sau Cách mạng Tháng Tám năm 1945, Ủy ban Kháng chiến Hành chính Nam bộ chủ trương bỏ cấp tổng, bỏ đơn vị làng, thống nhất gọi là xã, đồng thời bỏ danh xưng quận, gọi thay thế bằng huyện. Chính quyền Việt Nam Cộng hòa đến năm 1956 cũng thống nhất dùng danh xưng là xã, tuy nhiên vẫn gọi là quận cho đến năm 1975.
Năm 1951, chính quyền Việt Minh quyết định giải thể tỉnh Rạch Giá, sáp nhập địa bàn vào các tỉnh Bạc Liêu, Cần Thơ và Sóc Trăng. Trong đó, huyện Long Mỹ được giao về cho tỉnh Cần Thơ. Tuy nhiên, việc giải thể tỉnh Rạch Giá lại không được phía chính quyền Quốc gia Việt Nam thân Pháp của Bảo Đại và sau này là chính quyền Việt Nam Cộng hòa công nhận.
Đến năm 1954, chính quyền Việt Minh lại quyết định tái lập tỉnh Rạch Giá. Tháng 10 năm 1954, huyện Long Mỹ cũng trở lại thuộc tỉnh Rạch Giá.

### Giai đoạn 1956–1976

#### Việt Nam Cộng hòa
Sau Hiệp định Geneve năm 1954, Pháp rút, Hoa Kỳ can thiệp vào miền Nam Việt Nam, thiết lập chính thể Việt Nam Cộng hòa. Lúc này vùng đất Long Mỹ, Phụng Hiệp lại có nhiều thay đổi. Ban đầu, chính quyền Quốc gia Việt Nam và sau đó là Việt Nam Cộng hòa vẫn duy trì tên gọi tỉnh Cần Thơ như thời Pháp thuộc.
Ngày 22 tháng 10 năm 1956, chính quyền Việt Nam Cộng hòa ban hành Sắc lệnh số 143-NV về việc đổi tên tỉnh Cần Thơ thành tỉnh Phong Dinh.
Năm 1957, chính quyền Việt Nam Cộng hòa chuyển quận Long Mỹ thuộc tỉnh Cần Thơ  về tỉnh Phong Dinh quản lý.
Ngày 12 tháng 3 năm 1960, chính quyền Ngô Đình Diệm tổ chức khánh thành Khu trù mật Vị Thanh – Hỏa Lựu.
Ngày 18 tháng 3 năm 1960, quận Long Mỹ được tách ra, thành lập một quận mới có tên là quận Đức Long. Hai quận này ban đầu đều trực thuộc tỉnh Phong Dinh.
Ngày 21 tháng 12 năm 1961, Tổng thống Việt Nam Cộng Hoà Ngô Đình Diệm ban hành Sắc lệnh số 244-NV về việc thành lập tỉnh Chương Thiện trên cơ sở những vùng được tách ra từ các tỉnh Phong Dinh (trước năm 1956 là tỉnh Cần Thơ), Kiên Giang (trước năm 1956 là tỉnh Rạch Giá) và Ba Xuyên (trước năm 1956 là tỉnh Sóc Trăng). Sau đó, lễ khánh thành tỉnh Chương Thiện được tổ chức trọng thể vào ngày 3 tháng 1 năm 1962. Tỉnh lỵ tỉnh Chương Thiện có tên là "Vị Thanh", do lấy theo tên xã Vị Thanh thuộc quận Đức Long là nơi đặt tỉnh lỵ.
Tỉnh Chương Thiện ban đầu bao gồm 5 quận: Đức Long, Long Mỹ, Kiên Hưng, Kiên Long, và Phước Long. Trong đó, quận Đức Long nhận thêm một số xã tách từ quận Kiên Hưng vốn trước năm 1962 thuộc tỉnh Kiên Giang nhưng lúc bấy giờ cũng chuyển sang cùng thuộc tỉnh Chương Thiện; phần đất này trước năm 1956 lại thuộc về quận Giồng Riềng của tỉnh Rạch Giá.
Ngày 18 tháng 4 năm 1963, Tổng thống Ngô Đình Diệm ban hành Sắc lệnh 38-NV về việc thay đổi hành chính ở tỉnh Chương Thiện. Theo đó, thành lập mới quận Kiến Thiện trên cơ sở tách một phần đất đai của các quận Phước Long và Long Mỹ, quận lỵ đặt tại Ngan Dừa. Lúc này, tỉnh Chương Thiện bao gồm 6 quận trực thuộc: Đức Long, Long Mỹ, Kiên Long, Kiên Hưng, Phước Long, Kiên Thiện.
Ngày 8 tháng 9 năm 1964, Thủ tướng chính quyền mới của Việt Nam Cộng hòa ban hành Sắc lệnh 254-NV về việc quy định kể từ ngày 1 tháng 10 năm 1964 để tái lập tỉnh Bạc Liêu. Lúc này, quận Phước Long trở lại thuộc tỉnh Bạc Liêu.

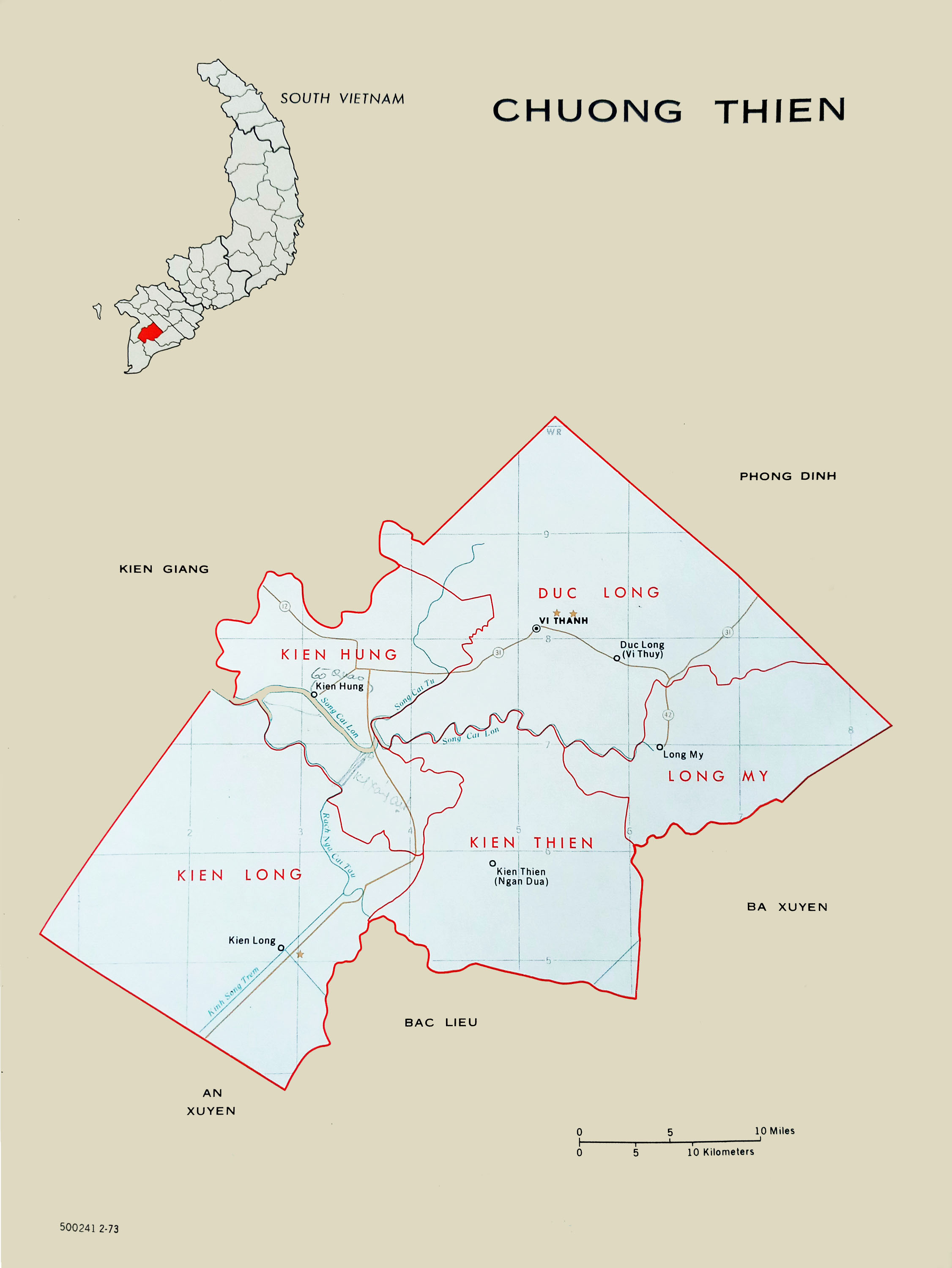
Bản đồ tỉnh Chương Thiện năm 1973

Kể từ đó cho đến năm 1975, tỉnh Chương Thiện còn lại 5 quận: Đức Long, Long Mỹ, Kiên Long, Kiên Hưng, Kiên Thiện.
Song song với tỉnh Chương Thiện, tại phần đất thuộc tỉnh Phong Dinh cũng có một số thay đổi hành chính.
Ngày 2 tháng 7 năm 1962, tỉnh Phong Dinh có thêm quận Khắc Nhơn, được thành lập do tách đất từ quận Châu Thành và quận Phong Phú (trước năm 1958 là quận Ô Môn) cùng tỉnh.
Ngày 20 tháng 4 năm 1964, đổi tên quận Khắc Nhơn thành quận Thuận Nhơn.
Ngày 23 tháng 4 năm 1968, lại lập thêm quận Phong Thuận, gồm các xã do tách đất từ quận Châu Thành, tỉnh Phong Dinh và quận Kế Sách, tỉnh Ba Xuyên.

#### Chính quyền Cộng hòa Miền Nam Việt Nam
Tuy nhiên, chính quyền Mặt trận Dân tộc Giải phóng Miền Nam Việt Nam và sau này là Chính phủ Cách mạng lâm thời Cộng hòa Miền Nam Việt Nam cùng với Việt Nam Dân chủ Cộng hòa không công nhận tên gọi "Phong Dinh" mà vẫn gọi theo tên cũ là tỉnh Cần Thơ.
Sau năm 1961, chính quyền Cộng hòa Miền Nam Việt Nam cũng không công nhận tên gọi "Chương Thiện" cùng với sự sắp xếp, phân chia hành chính như trên. Khu vực tỉnh Chương Thiện vẫn thuộc tỉnh Cần Thơ và tỉnh Rạch Giá chỉ đạo như cũ. Huyện Long Mỹ, thị xã Vị Thanh thuộc tỉnh Cần Thơ; các huyện Gò Quao, Giồng Riềng, Vĩnh Thuận thuộc tỉnh Rạch Giá. Riêng huyện Hồng Dân (tức huyện Phước Long cũ) vẫn thuộc tỉnh Sóc Trăng, đến tháng 11 năm 1973 thì chuyển sang thuộc tỉnh Bạc Liêu.
Năm 1966, khu vực quận Long Mỹ và quận Đức Long của Việt Nam Cộng hòa vẫn cùng thuộc địa phận huyện Long Mỹ của chính quyền Cách mạng.
Năm 1957, chính quyền Cách mạng cũng đặt huyện Long Mỹ thuộc tỉnh Cần Thơ nhưng giữ lại xã Vị Thanhvà nhập vào huyện Giồng Riềng của tỉnh Rạch Giá.
Tháng 7 năm 1960, huyện Giồng Riềng giao xã Vị Thanh về cho huyện Long Mỹ của tỉnh Cần Thơ quản lý.
Ngày 9 tháng 3 năm 1961, chính quyền Mặt trận Dân tộc Giải phóng miền Nam Việt Nam quyết định thành lập thị trấn Vị Thanh bao gồm khu vực chợ Cái Nhum và các ấp xung quanh, bên cạnh xã Vị Thanh.
Tháng 6 năm 1966, chính quyền Mặt trận Dân tộc Giải phóng miền Nam Việt Nam tách thị trấn Vị Thanh và một số ấp của xã Vị Thanh ra khỏi huyện Long Mỹ để thành lập thị xã Vị Thanh trực thuộc tỉnh Cần Thơ.
Bên cạnh đó, tại vùng đất tỉnh Cần Thơ, chính quyền Cộng hòa Miền Nam Việt Nam cũng không công nhận tên gọi các quận sau này do chính quyền Việt Nam Cộng hòa lập ra như Đức Long, Kiên Thiện (cùng thuộc tỉnh Chương Thiện), Thuận Nhơn, Phong Thuận (cùng thuộc tỉnh Phong Dinh).
Tháng 10 năm 1966, huyện Châu Thành thuộc tỉnh Cần Thơ được chia ra thành hai huyện là Châu Thành A và Châu Thành B.
Cuối năm 1967, nhập lại là Châu Thành. Sau nhiều lần chia tách rồi sáp nhập Châu Thành Vòng Cung vào Châu Thành A, Châu Thành B nhập lại là huyện Châu Thành. Trong đó, địa bàn huyện Châu Thành A lúc bấy giờ cũng chính là huyện Châu Thành A ngày nay, còn địa bàn huyện Châu Thành B chính là huyện Châu Thành cùng thuộc tỉnh Hậu Giang.
Sau ngày 30 tháng 4 năm 1975, chính quyền quân quản Cộng hòa miền Nam Việt Nam lúc bấy giờ vẫn duy trì hai đơn vị hành chính cấp tỉnh ngang bằng nhau là tỉnh Cần Thơ và thành phố Cần Thơ cho đến đầu năm 1976. Lúc này, chính quyền Cách mạng cũng bỏ danh xưng "quận" có từ thời Pháp thuộc và lấy danh xưng "huyện" (quận và phường dành cho các đơn vị hành chính tương đương khi đã đô thị hóa).
Ngày 20 tháng 9 năm 1975, Bộ Chính trị ban hành Nghị quyết số 245-NQ/TW về việc hợp nhất tỉnh Cần Thơ (ngoại trừ huyện Thốt Nốt), tỉnh Sóc Trăng, tỉnh Trà Vinh, tỉnh Vĩnh Long thành một tỉnh, tên gọi tỉnh mới cùng với nơi đặt tỉnh lỵ sẽ do địa phương đề nghị lên.
Ngày 20 tháng 12 năm 1975, Bộ Chính trị ban hành Nghị quyết số 19/NQ về việc hợp nhất tỉnh Cần Thơ (bao gồm cả huyện Thốt Nốt của tỉnh Long Xuyên), tỉnh Sóc Trăng thành một tỉnh mới, tên gọi tỉnh mới cùng với nơi đặt tỉnh lỵ sẽ do địa phương đề nghị lên.

### Tỉnh Hậu Giang cũ, giai đoạn 1976–1992
Ngày 24 tháng 2 năm 1976, Chính phủ Cách mạng lâm thời Cộng hòa miền Nam Việt Nam ban hành Nghị định số 3/NQ/1976 về việc hợp nhất tỉnh Cần Thơ, tỉnh Sóc Trăng và thành phố Cần Thơ thành một tỉnh mới, lấy tên là tỉnh Hậu Giang.
Ngày 24 tháng 3 năm 1976, Chính phủ Việt Nam Quyết định số 17/QĐ-76 về việc hợp nhất ba đơn vị hành chính cấp tỉnh ngang bằng nhau là tỉnh Sóc Trăng, tỉnh Cần Thơ và thành phố Cần Thơ để thành lập một tỉnh mới có tên là tỉnh Hậu Giang. Tỉnh lỵ khi đó lại đặt tại thành phố Cần Thơ, đơn vị hành chính cấp huyện trực thuộc tỉnh Hậu Giang.
Khi mới thành lập, tỉnh Hậu Giang gồm có thành phố Cần Thơ, 2 thị xã: Sóc Trăng, Vị Thanh và 11 huyện: Châu Thành, Kế Sách, Long Mỹ, Long Phú, Mỹ Tú, Mỹ Xuyên, Ô Môn, Phụng Hiệp, Thạnh Trị, Thốt Nốt, Vĩnh Châu.
Ngày 15 tháng 12 năm 1977, Hội đồng Chính phủ ban hành Quyết định số 330-CP về việc:
- Hợp nhất huyện Long Mỹ và thị xã Vị Thanh thuộc tỉnh Hậu Giang thành một đơn vị hành chính lấy tên là huyện Long Mỹ thuộc tỉnh Hậu Giang.
- Thị xã Vị Thanh chuyển xuống thành thị trấn Vị Thanh thuộc huyện Long Mỹ, tỉnh Hậu Giang.

Tỉnh Hậu Giang có thành phố Cần Thơ, thị xã Sóc Trăng và 11 huyện: Châu Thành, Kế Sách, Long Mỹ, Long Phú, Mỹ Tú, Mỹ Xuyên, Ô Môn, Phụng Hiệp, Thạnh Trị, Thốt Nốt, Vĩnh Châu.
Ngày 26 tháng 10 năm 1981, Hội đồng Bộ trưởng của ban hành Quyết định số 119-HĐBT về việc tách huyện Long Mỹ thành hai huyện Long Mỹ và huyện Mỹ Thanh thuộc tỉnh Hậu Giang.
Tỉnh Hậu Giang có thành phố Cần Thơ, thị xã Sóc Trăng và 12 huyện: Châu Thành, Kế Sách, Long Mỹ, Long Phú, Mỹ Thanh, Mỹ Tú, Mỹ Xuyên, Ô Môn, Phụng Hiệp, Thạnh Trị, Thốt Nốt, Vĩnh Châu.
Ngày 6 tháng 4 năm 1982, Hội đồng Bộ trưởng của ban hành Quyết định số 64-HĐBT về việc đổi tên huyện Mỹ Thanh thành huyện Vị Thanh thuộc tỉnh Hậu Giang.
Tỉnh tỉnh Hậu Giang có thành phố Cần Thơ (tỉnh lỵ), thị xã Sóc Trăng và 12 huyện: Châu Thành, Kế Sách, Long Mỹ, Long Phú, Mỹ Tú, Mỹ Xuyên, Ô Môn, Phụng Hiệp, Thạnh Trị, Thốt Nốt, Vĩnh Châu, Vị Thanh.

### Tỉnh Cần Thơ cũ, giai đoạn 1992–2003
Ngày 26 tháng 12 năm 1991, Quốc hội ban hành Nghị quyết về việc chia tỉnh Hậu Giang thành tỉnh Cần Thơ và tỉnh Sóc Trăng.
Tỉnh Cần Thơ có 7 đơn vị hành chính bao gồm: thành phố Cần Thơ, 6 huyện: Châu Thành, Long Mỹ, Ô Môn, Phụng Hiệp, Thốt Nốt, Vị Thanh và có diện tích tự nhiên 3.022,30 km² với số dân 1.614.350 người.
Tỉnh Cần Thơ chính thức được tái lập và đi vào hoạt động trở lại từ ngày 1 tháng 4 năm 1992. Tỉnh Cần Thơ lúc đó có diện tích 2.965,36 km², dân số là 1.832.045 người.
Ngày 1 tháng 7 năm 1999, Chính phủ ban hành Nghị định số 45/1999/NĐ-CP về việc:
- Thành lập thị xã Vị Thanh thuộc tỉnh Cần Thơ.
- Đổi tên huyện Vị Thanh thành huyện Vị Thủy thuộc tỉnh Cần Thơ.

Ngày 6 tháng 11 năm 2000, Chính phủ ban hành Nghị định số 64/2000/NĐ-CP về việc điều chỉnh địa giới hành chính huyện Châu Thành để thành lập huyện Châu Thành A thuộc tỉnh Cần Thơ.
Tỉnh Cần Thơ có 9 đơn vị hành chính trực thuộc, bao gồm thành phố Cần Thơ, thị xã Vị Thanh và 7 huyện: Châu Thành, Châu Thành A, Long Mỹ, Ô Môn, Phụng Hiệp, Thốt Nốt, Vị Thủy.

### Tỉnh Hậu Giang từ năm 2004 đến nay
Ngày 26 tháng 11 năm 2003, Quốc hội ban hành Nghị quyết số 22/2003/QH11 về việc chia tỉnh Cần Thơ thành thành phố Cần Thơ trực thuộc trung ương và tỉnh Hậu Giang như sau:
- Thành phố Cần Thơ trực thuộc trung ương có diện tích tự nhiên là 138.959,99 ha và dân số hiện tại là 1.112.121 người, bao gồm: diện tích và số dân của thành phố Cần Thơ cũ; huyện Ô Môn; huyện Thốt Nốt; một phần của huyện Châu Thành, bao gồm: thị trấn Cái Răng; các ấp Thạnh Mỹ, Thạnh Huề, Thạnh Thắng, Yên Hạ và 176 ha diện tích cùng với 2.216 người của ấp Phú Quới thuộc xã Đông Thạnh; các ấp Thạnh Hóa, Thạnh Hưng, Thạnh Thuận, An Hưng, Thạnh Phú, Phú Khánh, Khánh Bình và 254,19 ha diện tích cùng với 1.806 người của ấp Phú Hưng thuộc xã Phú An; các ấp Phú Thành, Phú Thạnh, Phú Thuận, Phú Thuận A và 304,61 ha diện tích cùng với 1.262 người của ấp Phú Lợi thuộc xã Đông Phú; một phần của huyện Châu Thành A, bao gồm: xã Trường Long; xã Nhơn Ái; xã Nhơn Nghĩa; ấp Tân Thạnh Đông và 84,7 ha diện tích cùng với 640 người của ấp Tân Thạnh Tây thuộc xã Tân Phú Thạnh.
- Tỉnh Hậu Giang có diện tích tự nhiên là 160.772,49 ha và dân số hiện tại là 766.105 người, bao gồm: diện tích và số dân của thị xã Vị Thanh; huyện Phụng Hiệp; huyện Long Mỹ; huyện Vị Thủy; phần còn lại của huyện Châu Thành và huyện Châu Thành A, trừ phần diện tích và số dân của hai huyện này đã được điều chỉnh về thành phố Cần Thơ trực thuộc trung ương quy định như trên. Tỉnh lỵ tỉnh Hậu Giang đặt tại thị xã Vị Thanh.

Ngày 1 tháng 1 năm 2004, tỉnh Hậu Giang chính thức được tái lập và đi vào hoạt động trở lại. Ban đầu, tỉnh Hậu Giang bao gồm thị xã Vị Thanh và 5 huyện: Châu Thành, Châu Thành A, Long Mỹ, Phụng Hiệp, Vị Thủy.
Ngày 26 tháng 7 năm 2005, Chính phủ ban hành Nghị định số 98/2005/NĐ-CP về việc điều chỉnh địa giới hành chính huyện Phụng Hiệp để thành lập thị xã Tân Hiệp thuộc tỉnh Hậu Giang.
Ngày 27 tháng 10 năm 2006, Chính phủ Việt Nam ban hành Nghị định số 124/2006/NĐ-CP về việc đổi tên thị xã Tân Hiệp thành Ngã Bảy, tỉnh Hậu Giang.
Ngày 15 tháng 12 năm 2009, Bộ Xây dựng ban hành Quyết định số 1156/QĐ-BXD về việc công nhận thị xã Vị Thanh, tỉnh Hậu Giang là đô thị loại III.
Ngày 23 tháng 9 năm 2010, Chính phủ ban hành Nghị quyết số 34/NQ-CP về việc thành lập thành phố Vị Thanh thuộc tỉnh Hậu Giang trên cơ sở toàn bộ diện tích và dân số của thị xã Vị Thanh.
Ngày 15 tháng 5 năm 2015, Ủy ban Thường vụ Quốc hội ban hành Nghị quyết số 933/NQ-UBTVQH13 về việc thành lập thị xã Long Mỹ thuộc tỉnh Hậu Giang trên cơ sở điều chỉnh một phần diện tích tự nhiên và dân số của huyện Long Mỹ.
Ngày 30 tháng 12 năm 2015, Bộ Xây dựng ban hành Quyết định số 1589/QĐ-BXD về việc công nhận thị xã Ngã Bảy là đô thị loại III trực thuộc tỉnh Hậu Giang.
Ngày 3 tháng 12 năm 2019, Bộ Xây dựng ban hành Quyết định số 1012/QĐ-BXD về việc công nhận thị xã Long Mỹ, tỉnh Hậu Giang là đô thị loại III.
Ngày 19 tháng 12 năm 2019, Thủ tướng Chính phủ ban hành Quyết định số 1845/QĐ-TTg về việc công nhận thành phố Vị Thanh mở rộng đạt tiêu chí đô thị loại II trực thuộc tỉnh Hậu Giang.
Ngày 10 tháng 1 năm 2020, Ủy ban Thường vụ Quốc hội ban hành Nghị quyết số 869/NQ-UBTVQH14 về việc sắp xếp các đơn vị hành chính cấp huyện, cấp xã thuộc tỉnh Hậu Giang (nghị quyết có hiệu lực từ ngày 1 tháng 2 năm 2020). Theo đó, thành lập Ngã Bảy thuộc tỉnh Hậu Giang trên cơ sở toàn bộ diện tích và dân số của thị xã Ngã Bảy.
Tỉnh Hậu Giang có 2 thành phố, 1 thị xã và 5 huyện.
Ngày 12 tháng 6 năm 2025, Quốc hội ban hành Nghị quyết số 202/2025/QH15 về việc sắp xếp đơn vị hành chính cấp tỉnh (nghị quyết có hiệu lực từ ngày 12 tháng 6 năm 2025). Theo đó, sáp nhập tỉnh Hậu Giang vào thành phố Cần Thơ.
Ngày 16 tháng 6 năm 2025, Quốc hội ban hành Nghị quyết số 203/2025/QH15 về việc Sửa đổi, bổ sung một số điều của Hiến pháp nước Cộng hòa xã hội chủ nghĩa Việt Nam. Theo đó, kết thúc hoạt động của đơn vị hành chính cấp huyện trong cả nước từ ngày 1 tháng 7 năm 2025.

## Kinh tế
Trong 6 tháng đầu năm 2012, tình hình kinh tế xã hội tiếp tục phát triển, các nhiệm vụ trọng tâm, trọng điểm được tập trung chỉ đạo, triển khai thực hiện và đạt kết quả tốt, tốc độ tăng trưởng kinh tế đạt 14,08%, trong đó thu nhập bình quân đầu người đạt 12,39 triệu đồng/người, tăng 17,5% so cùng kỳ năm 2011, tổng vốn đầu tư toàn xã hội trên địa bàn 6.251 tỷ đồng, đạt 54,8%, tổng thu ngân sách nhà nước đạt trên 3457 tỷ đồng, đạt 97% chỉ tiêu Hội đồng nhân dân tỉnh giao, tăng 29,5% so cùng kỳ, Năng suất vụ lúa Đông xuân đạt 7,1 tấn/ha, tăng 0,4 tấn/ha so với cùng kỳ, sản lượng đạt 554.182 tấn, giảm 2.156 tấn so cùng kỳ, xuống giống vụ lúa Hè Thu 77.381 ha, năng suất ước đạt 5,3 tấn/ha. Thực hiện chủ trương của Chính phủ về mua tạm trữ gạo năm 2012, các doanh nghiệp trên địa bàn tỉnh đã thu mua tạm trữ 15.000 tấn gạo, đạt 100% KH.

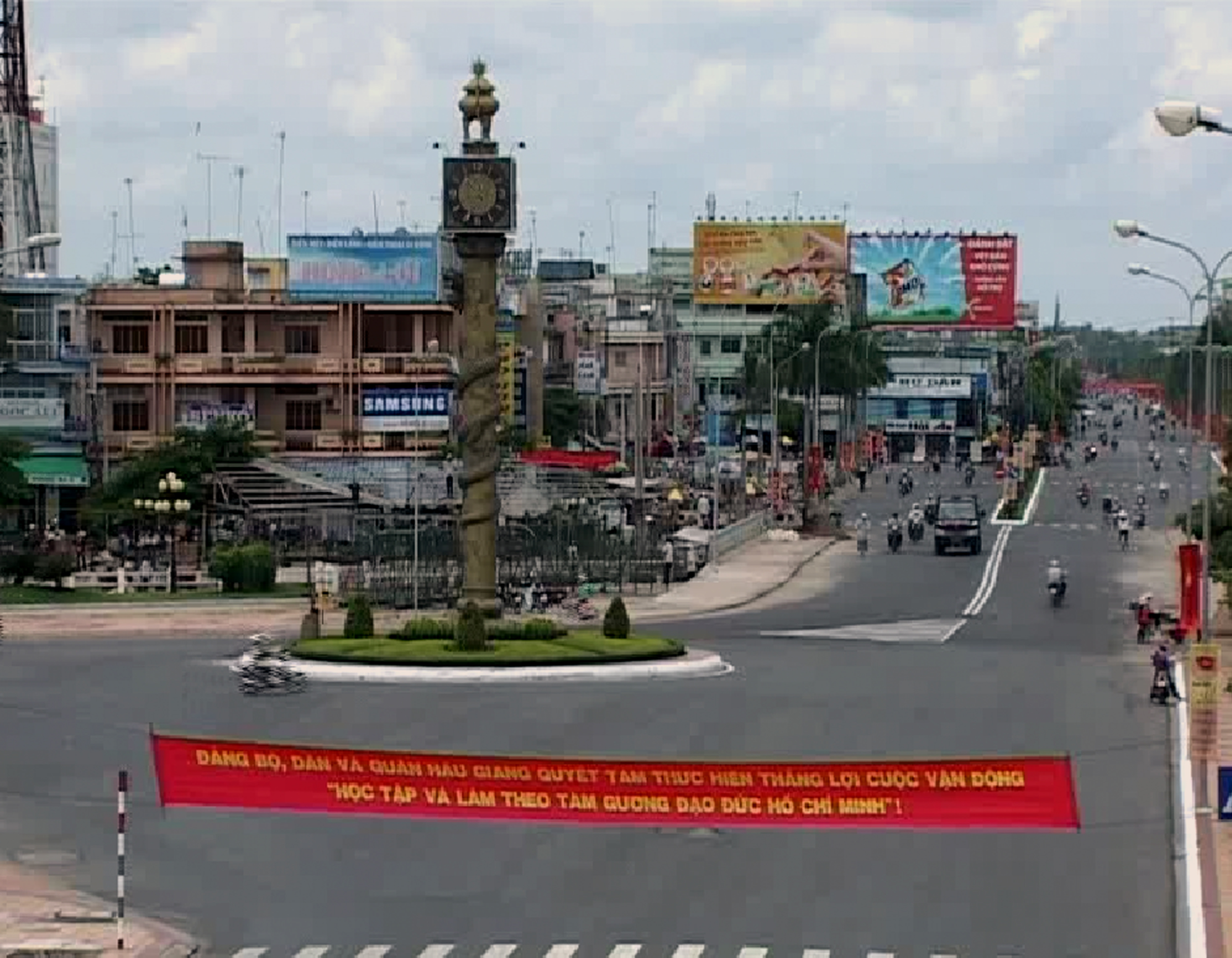
Tháp đồng hồ - Trung tâm thành phố Vị Thanh

Đến tháng 10 năm 2012, tình hình kinh tế xã hội có sự chuyển biến, các nhiệm vụ trọng tâm, trọng điểm được tập trung chỉ đạo, triển khai thực hiện và đạt kết quả tích cực. Giá trị sản xuất công nghiệp trong tháng thực hiện được 544,3 tỷ đồng, Tổng vốn đầu tư toàn xã hội trong tháng ước thực hiện được 912,1 tỷ đồng, tổng nguồn vốn xây dựng cơ bản được phân bổ 2.753,8 tỷ đồng. Tổng mức bán lẻ hàng hóa và doanh thu dịch vụ trong tháng ước thực hiện được 2.090 tỷ đồng. Tổng kim ngạch xuất nhập khẩu và dịch vụ thu ngoại tệ thực hiện 26,3 triệu USD, Chỉ số giá tiêu dùng tháng 10 tăng 0,29% so với tháng trước. Tính đến ngày 24 tháng 10 năm 2012, tổng thu ngân sách trên địa bàn tỉnh thực hiện được 4.796,8 tỷ đồng, Tổng chi ngân sách trên địa bàn tỉnh thực hiện 3.535,7 tỷ đồng.
Đánh giá tình hình kinh tế xã hội trong tháng 10 năm 2012, có chuyển biến và tiếp tục phát triển, các nhiệm vụ trọng tâm, trọng điểm được tập trung chỉ đạo, triển khai thực hiện và đạt kết quả tích cực, nổi bật là, giá trị sản xuất công nghiệp tăng 12,6% so với tháng trước, tăng 6% so với cùng kỳ, tổng vốn đầu tư toàn xã hội tăng 4,1% so với tháng trước, tăng 22% so với cùng kỳ, tổng mức bán lẻ hàng hóa và doanh thu dịch vụ tăng 3% so với tháng trước, tăng 45,3% so cùng kỳ; tổng kim ngạch xuất và dịch vụ thu ngoại tệ tăng so với tháng trước, tăng 29,3% so với cùng kỳ, chỉ số giá tiêu dùng tăng nhưng tỉ lệ thấp hơn tháng trước và thấp hơn bình quân chung cả nước.
Năm 2018, Hậu Giang là đơn vị hành chính Việt Nam đông thứ 54 về số dân, xếp thứ 52 về Tổng sản phẩm trên địa bàn (GRDP), xếp thứ 48 về GRDP bình quân đầu người, đứng thứ 52 về tốc độ tăng trưởng GRDP. Với 776.700 người dân, GRDP đạt 29.763 tỉ Đồng (tương ứng với 1,2926 tỉ USD), GRDP bình quân đầu người đạt 38,32 triệu đồng (tương ứng với 1.664 USD), tốc độ tăng trưởng GRDP đạt 7,08%.
Năm 2019, tăng trưởng kinh tế đạt 6,5%, đặc biệt khu vực 1 có mức tăng hơn 2,7%, cơ cấu kinh tế chuyển dịch theo chiều hướng tốt.

## Xã hội
Giáo dục

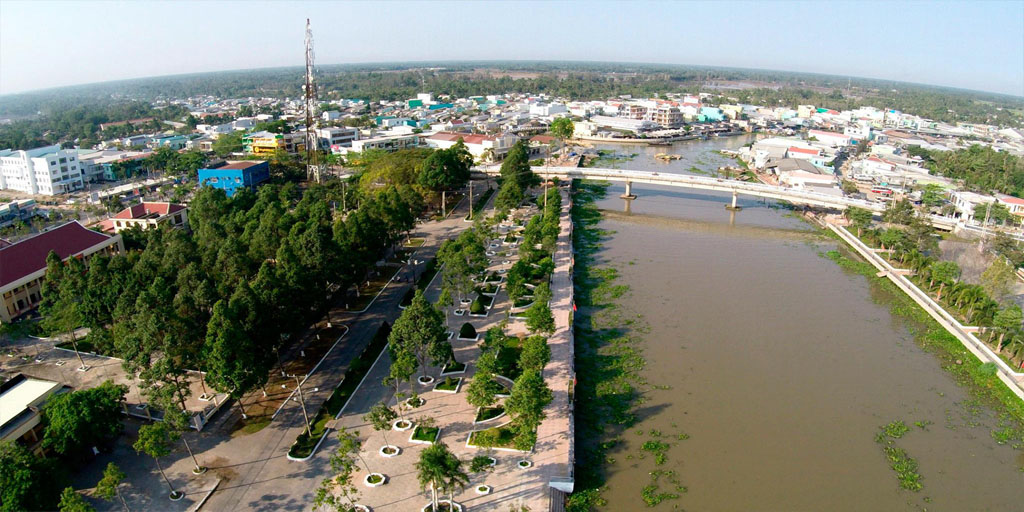
Thị xã Long Mỹ

Hệ thống giáo dục tỉnh Hậu Giang bao gồm đầy đủ các cấp học, ngành học từ mầm non, tiểu học, trung học cơ sở, trung học phổ thông, trung cấp, cao đẳng, đại học. Tiêu biểu như: trường Đại học Cần Thơ (khu Hòa An), trường Đại học Võ Trường Toản, trường cao đẳng cộng đồng Hậu Giang, trường trung cấp Luật Vị Thanh, trường trung cấp nghề Hậu Giang, trường cao đẳng nghề Trần Đại Nghĩa và các trường trung học phổ thông, trung học cơ sở, tiểu học, mầm non...Giáo dục mầm non hiện nay đã có các cơ sở ở tất cả các huyện thị, nhưng vẫn chưa đáp ứng được nhu cầu xã hội. Tính đến ngày 30 tháng 9 năm 2008, toàn tỉnh Hậu Giang có 250 trường học ở các cấp phổ thông, đứng thứ 12 ở khu vực Đồng bằng sông Cửu Long.
| 1 | Trường Đại học Cần Thơ                                                                                     | Hòa An, huyện Phụng Hiệp                          |
| 2 | Trường Đại học Võ Trường Toản                                                                              | Quốc lộ 1, Tân Phú Thạnh, huyện Châu Thành A      |
| 3 | Trường Cao Đẳng Công Nghệ Sài Gòn                                                                          | 166 Quốc lộ 1, Tân Phú Thạnh, huyện Châu Thành A  |
| 4 | Trường Cao Đẳng Cộng Đồng Hậu Giang                                                                        | Đường 19/8, Vị Tân, thành phố Vị Thanh            |
| 5 | Trường Cao đẳng Nghề Trần Đại Nghĩa                                                                        | 261A Quốc lộ 1, Tân Phú Thạnh, huyện Châu Thành A |
| 6 | Trường Cao đẳng Luật Miền nam                                                                              | Quốc lộ 61C, Vị Trung, huyện Vị Thủy              |
| 7 | Trường Trung cấp Kỹ thuật – Công nghệ tỉnh Hậu Giang (đã sáp nhập vào Trường Cao đẳng Cộng đồng Hậu Giang) | Thành phố Vị Thanh                                |
| 8 | Trường Trung Cấp Luật Vị Thanh                                                                             | Quốc lộ 61C, Vị Trung huyện Vị Thủy               |

Y tế

Tại Hậu Giang có một số bệnh viện lớn như Bệnh viện đa khoa Hậu Giang với quy mô 500 giường, ngoài ra còn có các bệnh viện khác như Bệnh viện Sản – Nhi Hậu Giang, Bệnh viện thành phố Vị Thanh, Bệnh viện Tâm thần tỉnh Hậu Giang, Bệnh viện Lao phổi tỉnh Hậu Giang,... và nhiều cơ sở y tế tại các xã phường, thị trấn thuộc tỉnh Hậu Giang. Đến năm 2008, toàn tỉnh có 80 cơ sở khám chữa bệnh trực thuộc Sở Y tế. Trong đó có 8 bệnh viện, 8 phòng khám đa khoa khu vực và 64 trạm y tế phường xã. Tổng số giường bệnh là 1.692 giường, trong đó các bệnh viện có 1.135 giường, phòng khám đa khoa khu vực có 65 giường, trạm y tế có 492 giường, với 293 bác sĩ, 558 y sĩ, 387 y tá, 188 nữ hộ sinh, 17 dược sĩ cao cấp, 249 dược sĩ trung cấp và 2 dược tá.
| 1 | Bệnh Viện Đa Khoa Tỉnh Hậu Giang                         | 643 Trần Hưng Đạo, Phường III, thành phố Vị Thanh |
| 2 | Bệnh Viện Sản Nhi Tỉnh Hậu Giang                         | Vị Tân, thành phố Vị Thanh                        |
| 3 | Bệnh Viện Lao Và Bệnh Phổi Tỉnh Hậu Giang                | Đường số 14, Khu vực IV, thành phố Vị Thanh       |
| 4 | Bệnh Viện Đa Khoa Thành Phố Ngã Bảy                      | 228, đường 30/4, Lái Hiêu, thành phố Ngã Bảy      |
| 5 | Bệnh Viện Đa Khoa Huyện Châu Thành                       | Phú Hữu, huyện Châu Thành                         |
| 6 | Bệnh Viện Đa Khoa Huyện Châu Thành A                     | ĐT. 931B, Tân Thuận, huyện Châu Thành A           |
| 7 | Bệnh Viện Đa Khoa Số 10                                  | Quốc lộ 1, Tân Phú Thạnh, huyện Châu Thành A      |
| 8 | Bệnh Viện Chuyên Khoa Tâm Thần Và Da Liễu Tỉnh Hậu Giang | 14, khu vực 4, Phường III, thành phố Vị Thanh     |

### Văn hóa

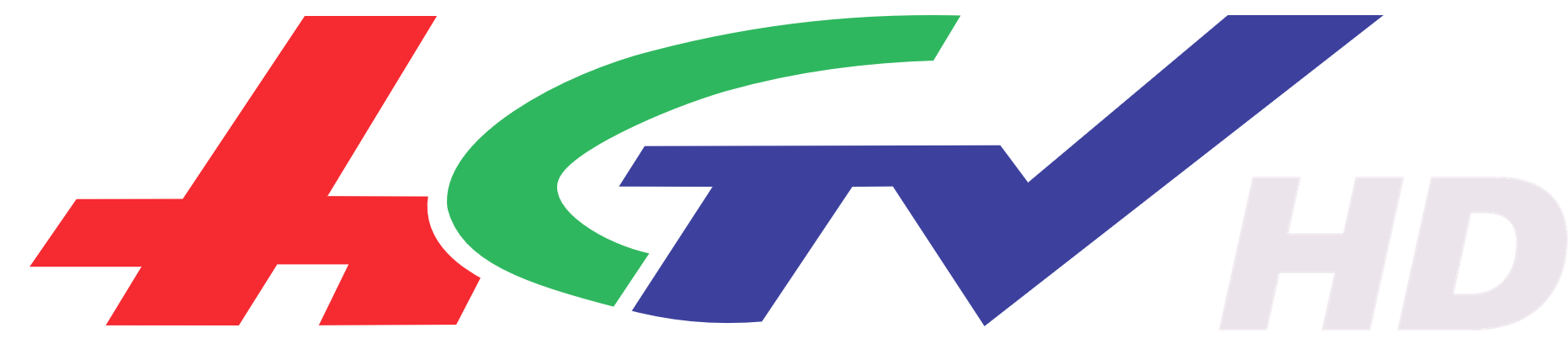
Logo Đài phát thanh truyền hình Hậu Giang – HGTV

Tỉnh có một đài truyền hình địa phương, lớn thứ 2 ở Đồng bằng sông Cửu Long chỉ sau Đài Phát thanh – Truyền hình Vĩnh Long và trực thuộc UBND tỉnh Hậu Giang.

## Dân số
Hậu Giang có nhiều dân tộc khác nhau cư trú trên địa bàn tỉnh. Tính đến tháng 10 năm 2009, tỉnh Hậu Giang có 7.533 hộ đồng bào dân tộc thiểu số với 35.268 khẩu, chiếm 3,16% dân số, trong đó nhiều nhất là đồng bào dân tộc Khmer với 5.537 hộ, 25.536 khẩu, đồng bào Hoa 1.977 hộ với 9.530 khẩu, các dân tộc Chăm, Ê Đê, Mường có 58 hộ với 202 khẩu.
Tính đến ngày 1 tháng 4 năm 2019, dân số toàn tỉnh Hậu Giang đạt 733.017 người, mật độ dân số đạt 480 người/km². Trong đó dân số sống tại thành thị đạt gần 213.887 người, chiếm 28% dân số toàn tỉnh, dân số sống tại nông thôn đạt 519.130 người, chiếm 72% dân số. Dân số nam đạt 366.206 người, trong khi đó nữ đạt 366.811 người. Tỷ lệ tăng tự nhiên dân số phân theo địa phương giảm 0,33 ‰ Đây cũng là tỉnh ít dân nhất vùng đồng bằng sông Cửu Long với hơn 733.000 dân. Tỷ lệ đô thị hóa tính đến năm 2023 đạt 30,05%.
Tính đến ngày 1 tháng 4 năm 2019, toàn tỉnh có 11 tôn giáo khác nhau đạt 152.031 người, nhiều nhất là Phật giáo đạt 116.996 người, tiếp theo là Công giáo có 16.772 người, đạo Cao Đài có 8.751 người, đạo Tin Lành có 4.226 người, Phật giáo Hòa Hảo chiếm 3.226 người, Tịnh độ cư sĩ Phật hội Việt Nam đạt 1.315 người, Đạo Tứ Ân Hiếu Nghĩa đạt 682 người. Còn lại các tôn giáo khác như Hồi giáo có 48 người, Minh Sư Đạo có 13 người, Minh Sư Đạo và Bà La Môn mỗi đạo chỉ có một người.
Theo thống kê năm 2020, tỉnh Hậu Giang có diện tích 1.621,70 km², dân số năm 2020 là 726.792 người, mật độ dân số đạt 448 người/km².
Dân số trung bình năm 2021 của tỉnh Hậu Giang là 729.888 người, tăng 108 người, tương đương tăng 0,01% so với năm 2020, bao gồm dân số thành thị 204.813 người, chiếm 28,06%; dân số nông thôn 525.075 người, chiếm 71,94%; dân số nam 367.453 người, chiếm 50,34%; dân số nữ 362.435 người, chiếm 49,66%.
Tỉnh Hậu Giang có tổng diện tích tự nhiên hơn 1.622 km², dân số năm 2022 là 728.873 người, trong đó: dân số thành thị là 206.690 người (chiếm 28,36%).
Tỉnh Hậu Giang có 1.622,23 km² diện tích tự nhiên, quy mô dân số quy đổi tính đến ngày 31/12/2024 là 997.880 người, mật độ dân số đạt 615 người/km².

## Văn hóa

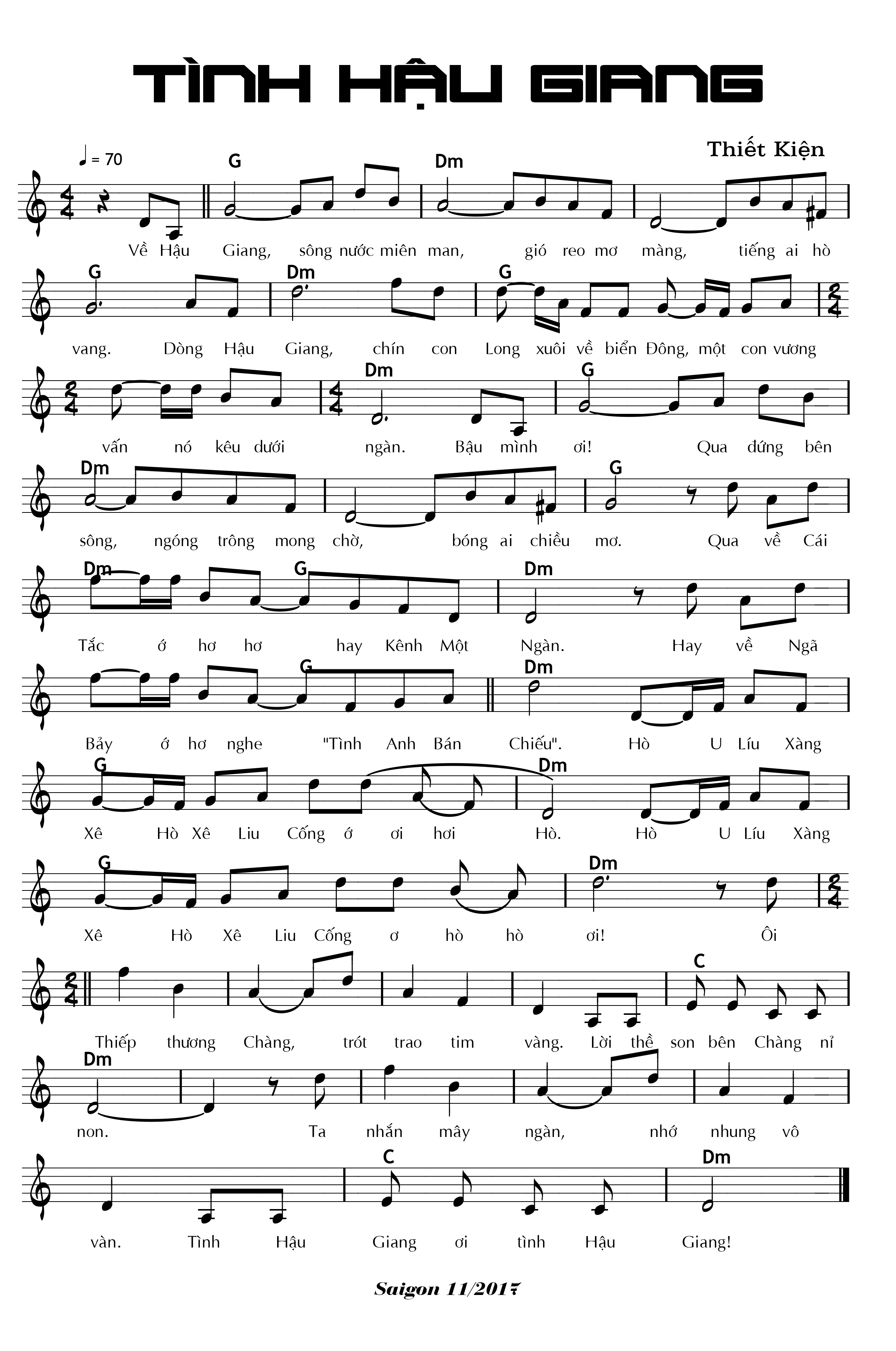
Lời bài hát Tình Hậu Giang của nhạc sĩ Thiết Kiện

Bên cạnh đó, Hậu Giang còn có các làng nghề truyền thống đa dạng và phong phú, thể hiện những nét văn hóa đặc sắc của vùng đất, con người. Đặc sản về cây ăn trái của Hậu Giang cũng được nhiều người ưa chuộng như khóm Cầu Đúc, bưởi Phú Hữu, quýt đường Long Trị....Ngoài ra, tỉnh còn có đặc sản về thủy sản, cá thác lác Vị Thanh ngon nổi tiếng khắp vùng Đồng bằng Sông Cửu Long. Tỉnh cũng có nhiều di tích văn hóa lịch sử như Căn cứ Tỉnh Ủy Cần Thơ, đền Bác Hồ, di tích Chiến thắng 75 Tiểu đoàn, di tích Tầm Vu,.... Hàng năm, mỗi khi có dịp lễ lộc, du khách các nơi tìm về không ít. Ngoài ra, còn có các lễ hội, đặc biệt là lễ hội đua ghe ngo truyền thống thu hút khá nhiều du khách đến xem.

## Du lịch

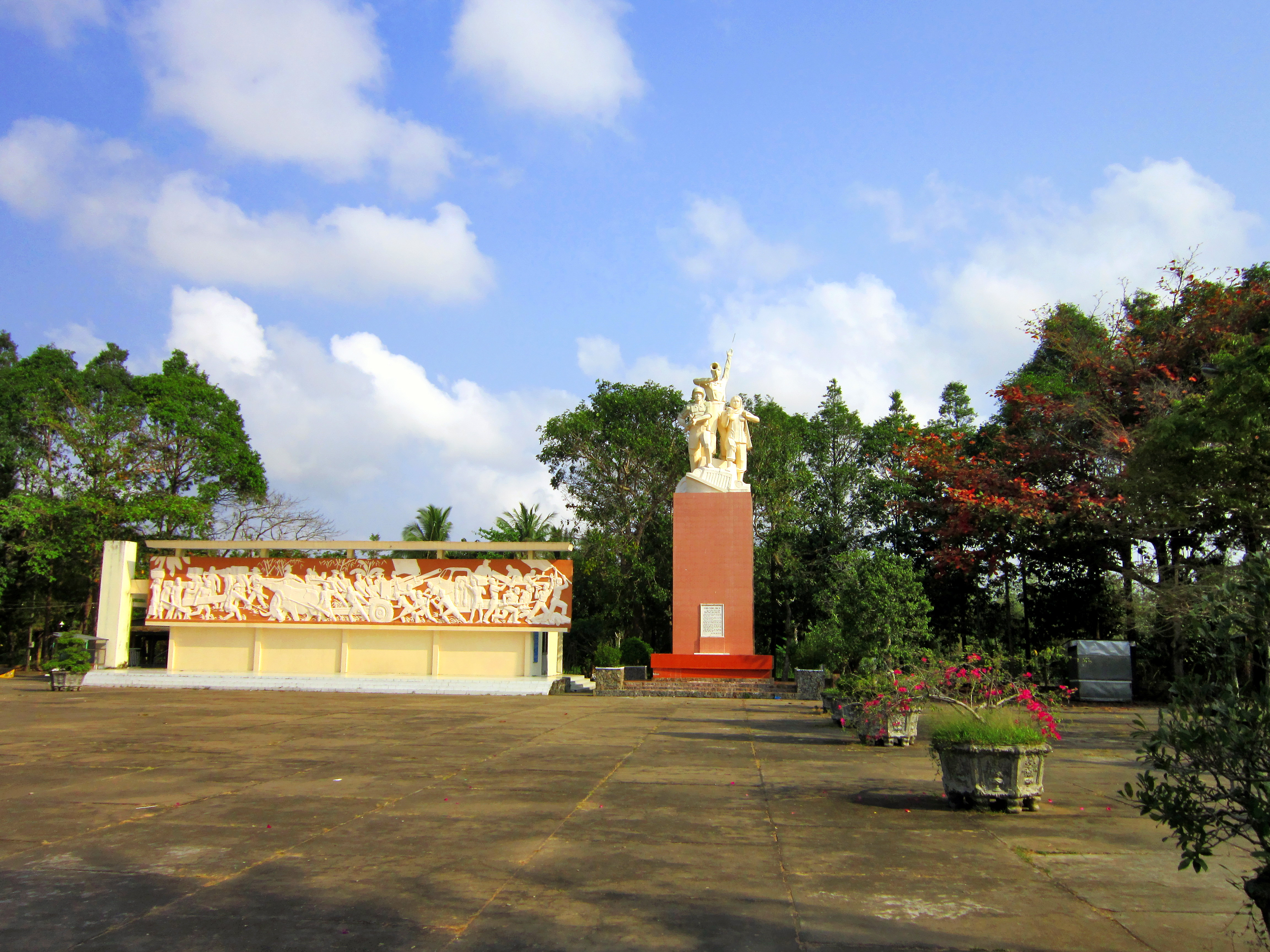
Tượng đài Chiến thắng cao 8 m trong Khu di tích Chiến thắng Tầm Vu

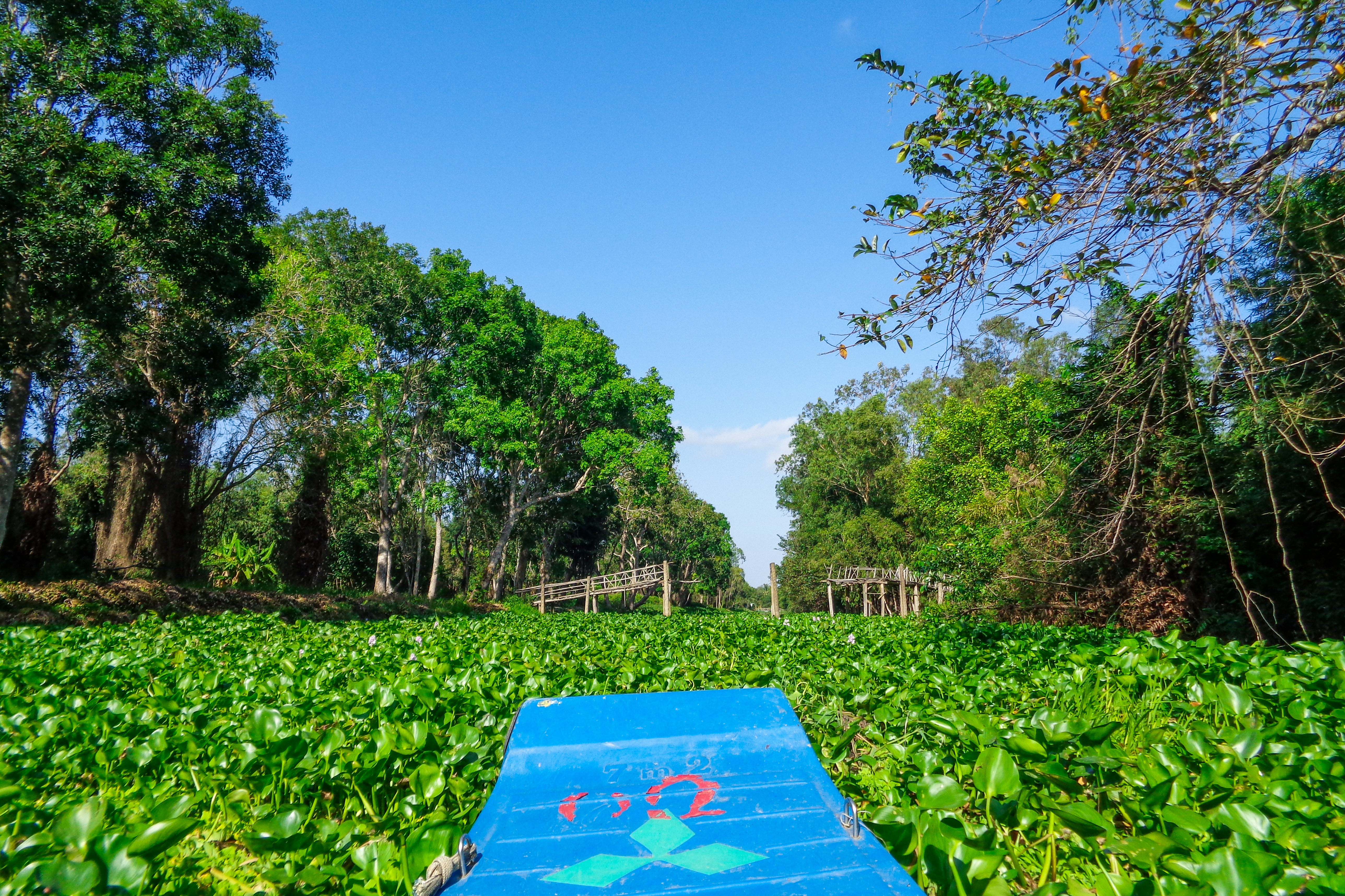
Khu bảo tồn thiên nhiên Lung Ngọc Hoàng tại huyện Phụng Hiệp.

Tỉnh Hậu Giang có nhiều tiềm năng để phát triển du lịch, tuy nhiên vẫn còn hạn chế, Cơ sở hạ tầng phục vụ du lịch còn hạn chế, chưa có sản phẩm du lịch đặc trưng. Xu hướng của khách du lịch trong nước lẫn quốc tế là tìm về với thiên nhiên, với miệt vườn sông nước, với rừng, núi, biển càng hoang sơ, ruộng đồng heo hút, chính vì lẽ đó Hậu Giang đang có nhiều dự án phát triển du lịch hướng vào xây dựng du lịch sinh thái miệt vườn kết hợp với khu vui chơi giải trí, ăn uống, nghỉ ngơi,....

## Giao thông

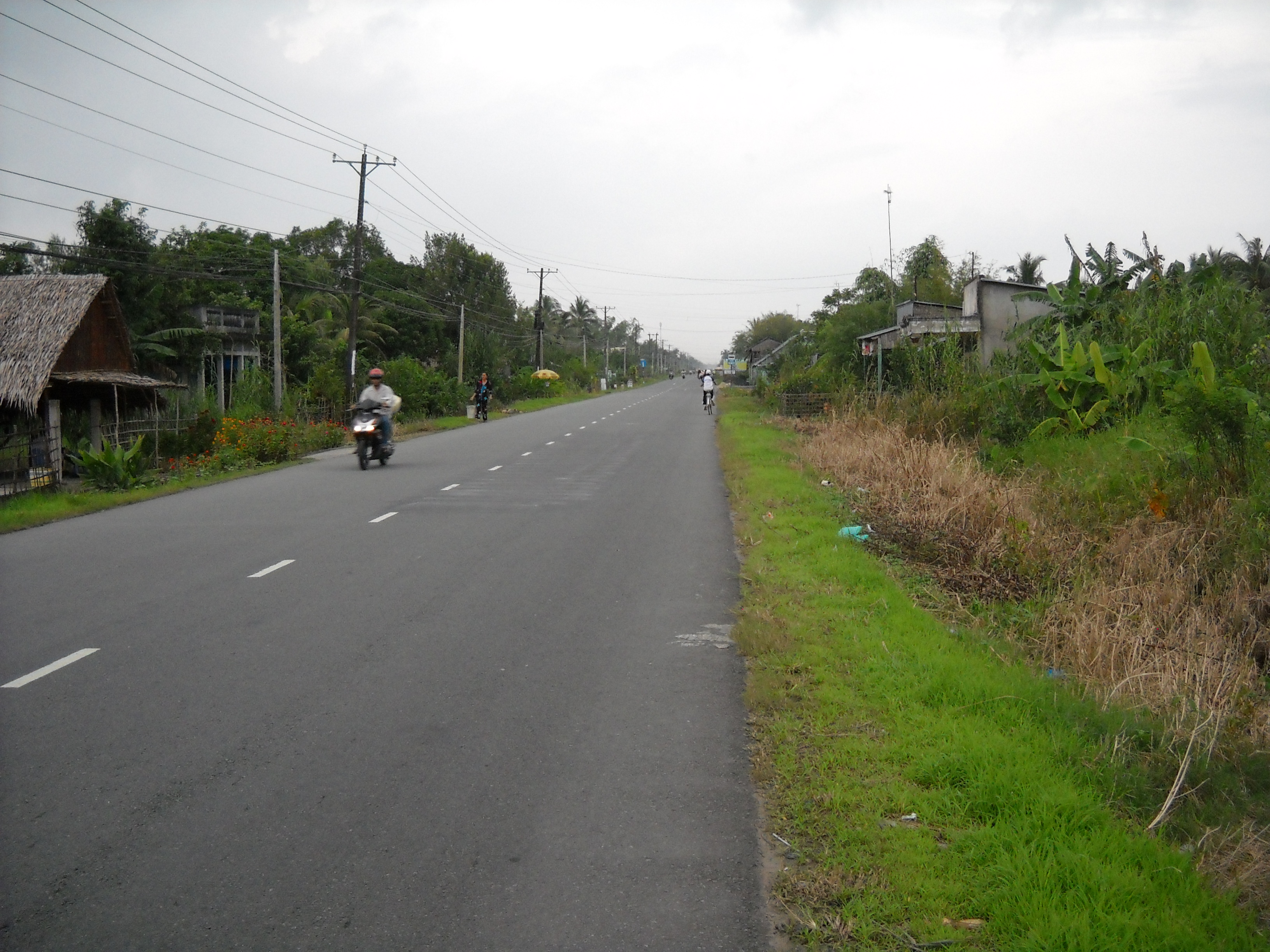
Quốc lộ 61, đoạn qua Hậu Giang

Hệ thống giao thông Hậu Giang thuận tiện, nối liền các mạch giao thông với các tỉnh Đồng bằng sông Cửu Long. Trên địa bàn tỉnh, có bảy trục giao thông huyết mạch là Quốc lộ 1, Quốc lộ 61, Quốc lộ 61B, Quốc lộ 61C, Đường Nam Sông Hậu, Quốc lộ Quản Lộ – Phụng Hiệp, đường cao tốc Bắc – Nam phía Đông, đường cao tốc Châu Đốc – Cần Thơ – Sóc Trăng. Ngoài ra, tuyến đường bộ nối Vị Thanh – Cần Thơ, tuyến đường Bốn Tổng – Một Ngàn là cầu nối quan trọng giữa Hậu Giang, thành phố Cần Thơ với tỉnh Kiên Giang. Đường nội bộ tỉnh, gồm các tuyến 924 đến 933 với tổng chiều dài khoảng 400 km. Mạng lưới đường thủy, gồm có hai trục giao thông quốc gia kênh xáng Xà No, kênh Quản Lộ - Phụng Hiệp. Hệ thống kênh, rạch hình thành mạng lưới đường thủy chằng chịt, trải đều địa bàn tỉnh đảm bảo cho việc vận tải thủy thuận lợi.
Năm 2020, trên địa bàn tỉnh đã xảy ra tổng cộng 89 vụ tai nạn giao thông (đường bộ 87 vụ, đường thủy 2 vụ), làm chết 65 người (đường bộ 63 người, đường thủy 2 người) và làm bị thương 33 người (tập trung ở đường bộ). So với cùng kỳ năm trước giảm 5 vụ, số người chết giảm 11 người và số người bị thương giảm 2 người (tất cả đều tập trung ở đường bộ).

### Biển số xe
- Thành phố Vị Thanh: B1
- Thành phố Ngã Bảy: F1
- Thị xã Long Mỹ: B1, D1
- Huyện Châu Thành: G1
- Huyện Châu Thành A: H1
- Huyện Vị Thủy: C1
- Huyện Phụng Hiệp: E1
- Huyện Long Mỹ: G1.

## Hình ảnh

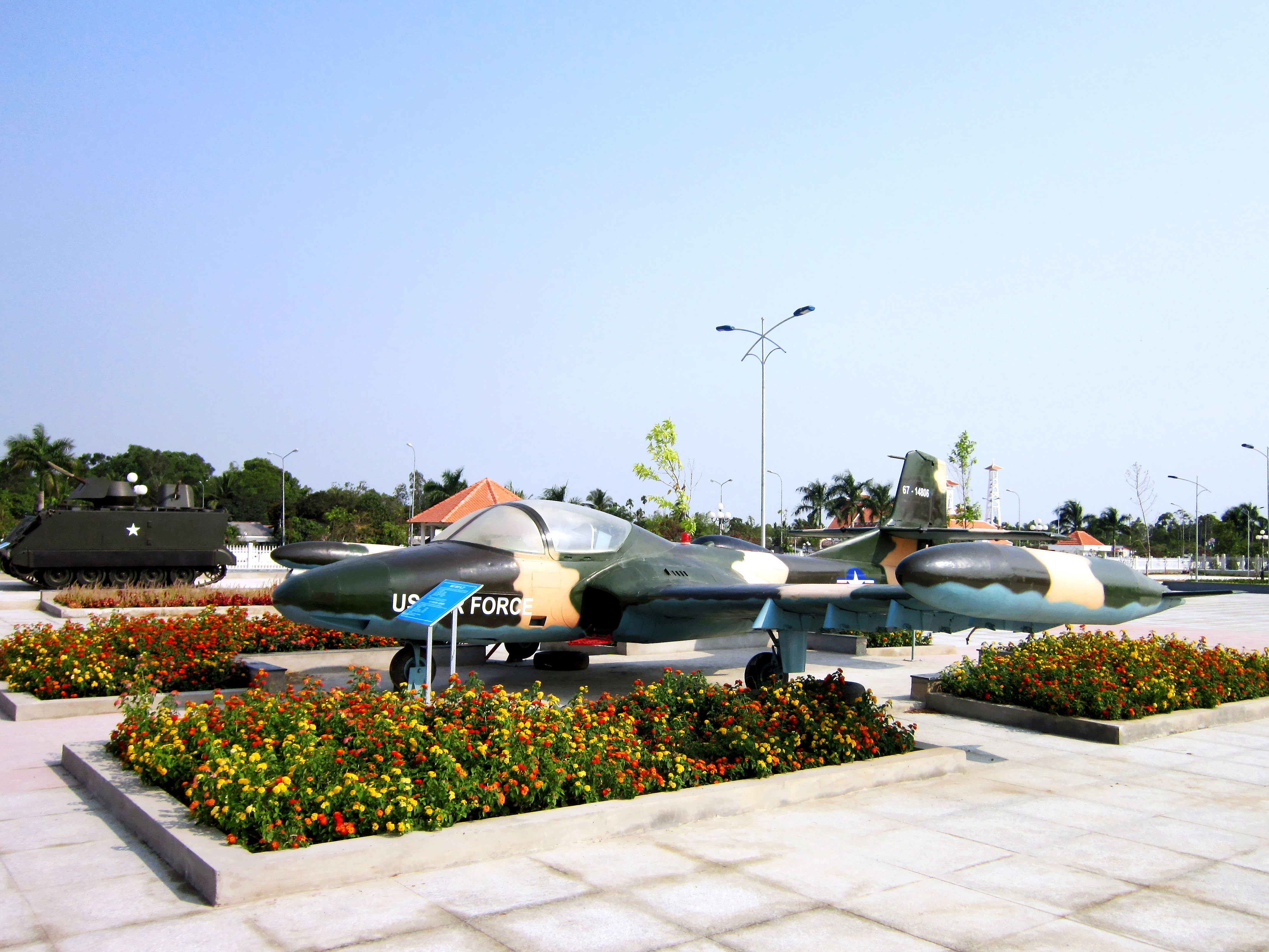
Trong Khu di tích Chiến thắng Chương Thiện ở phường 5, thành phố Vị Thanh
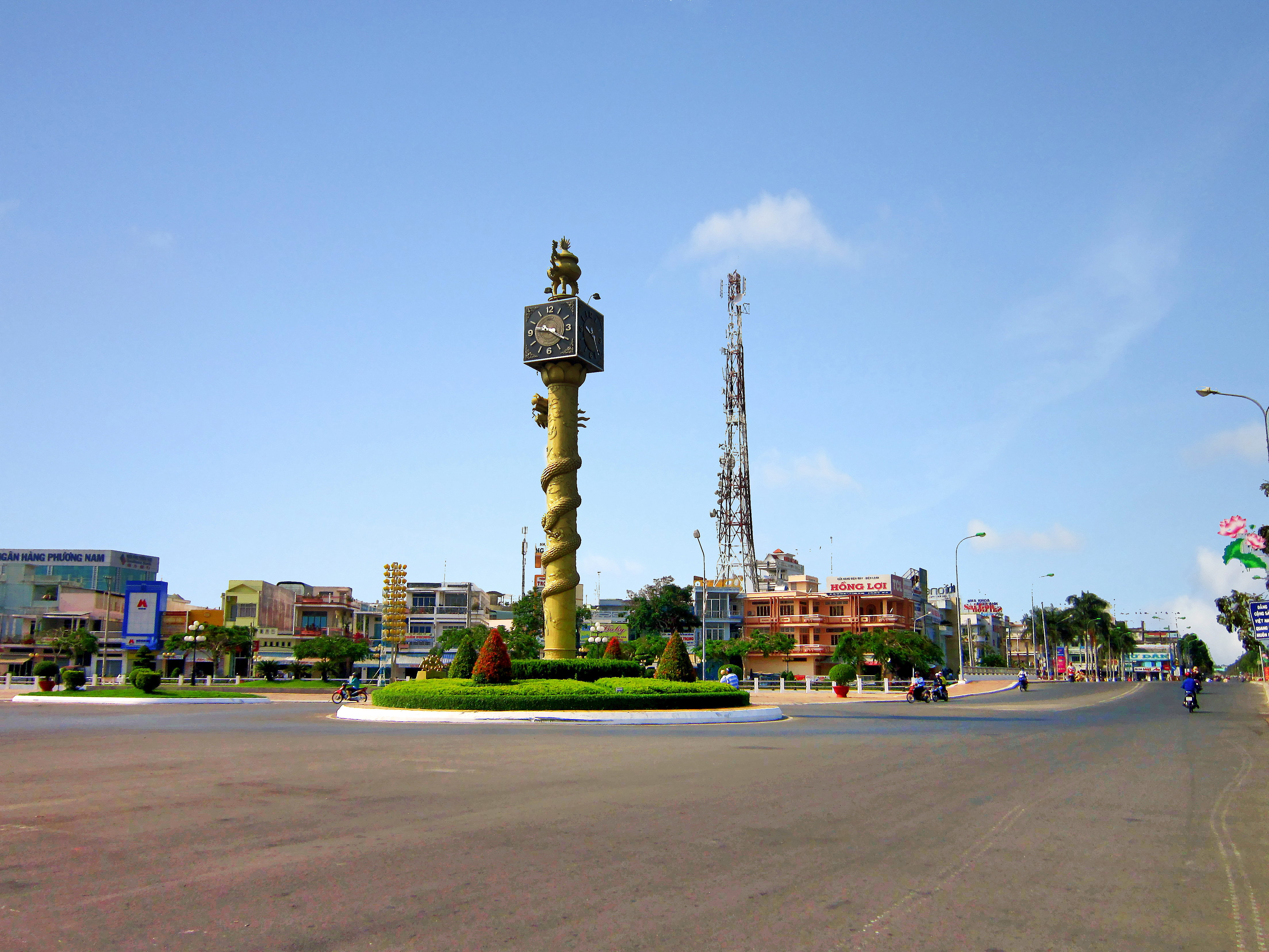
Tháp Đồng Hồ ở trung tâm thành phố Vị Thanh
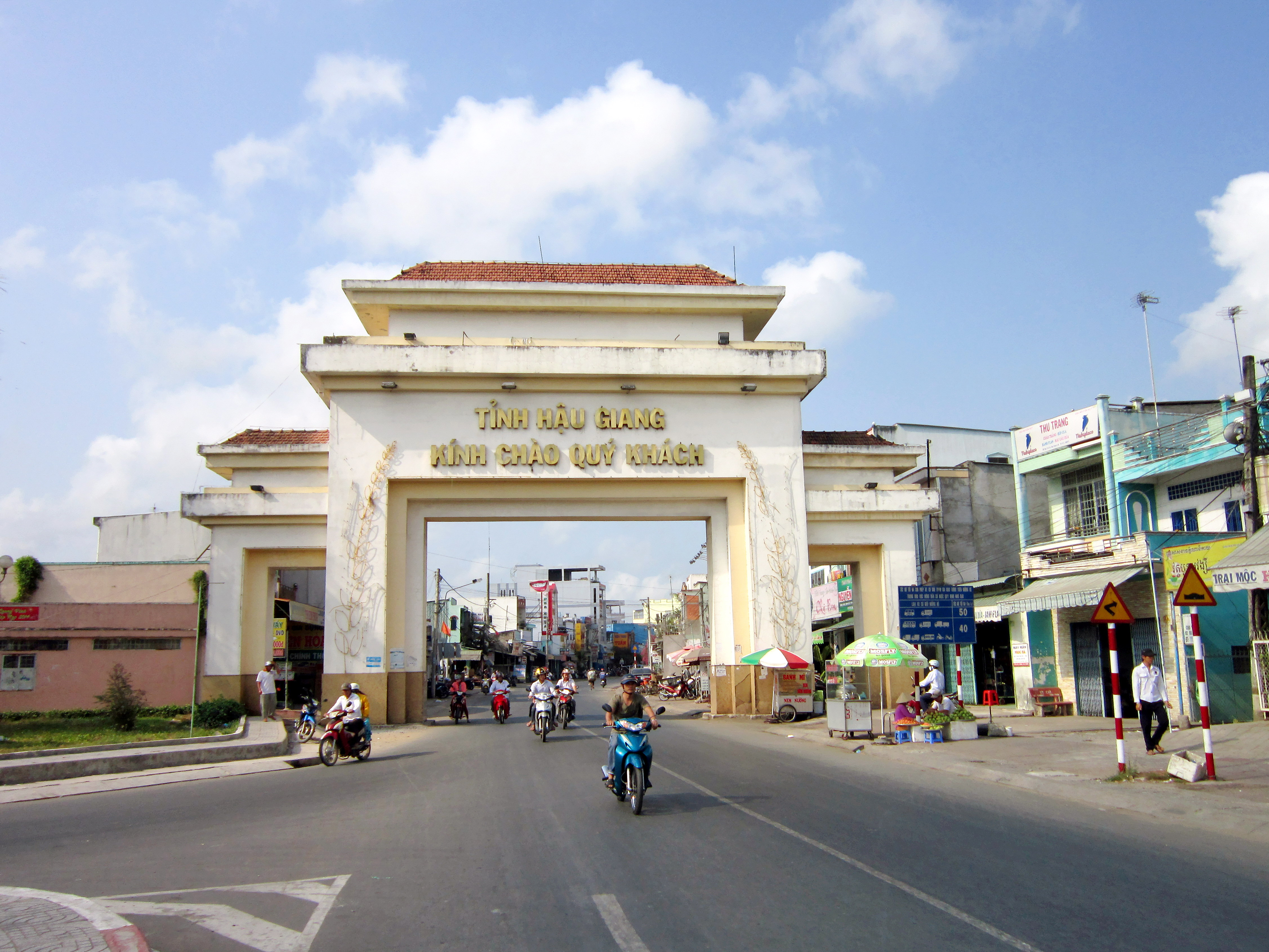
Cổng chào của tỉnh Hậu Giang, đặt trên địa bàn của thị trấn Cái Tắc
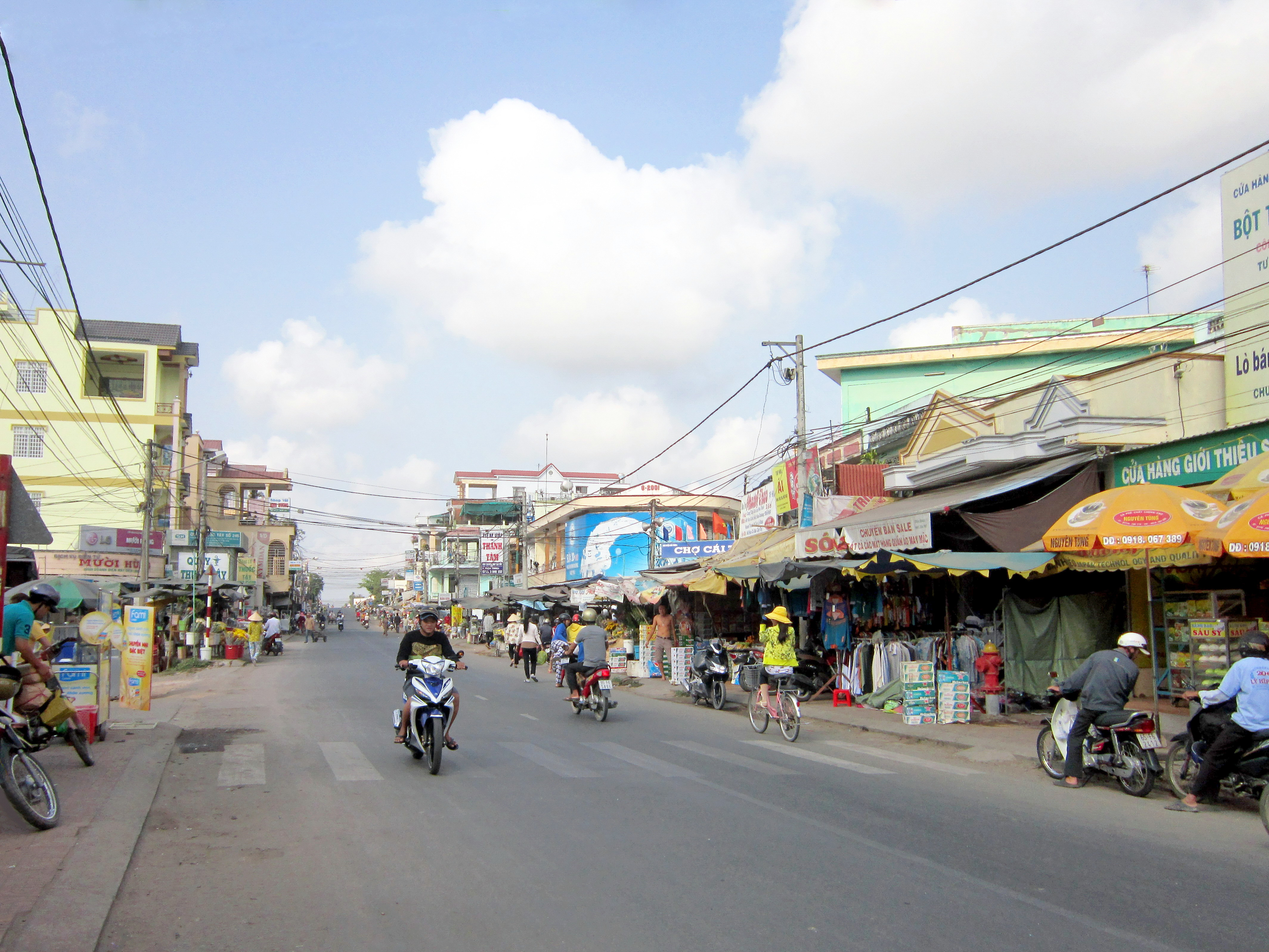
Trên Quốc lộ 61, đoạn đi qua chợ thị trấn Cái Tắc
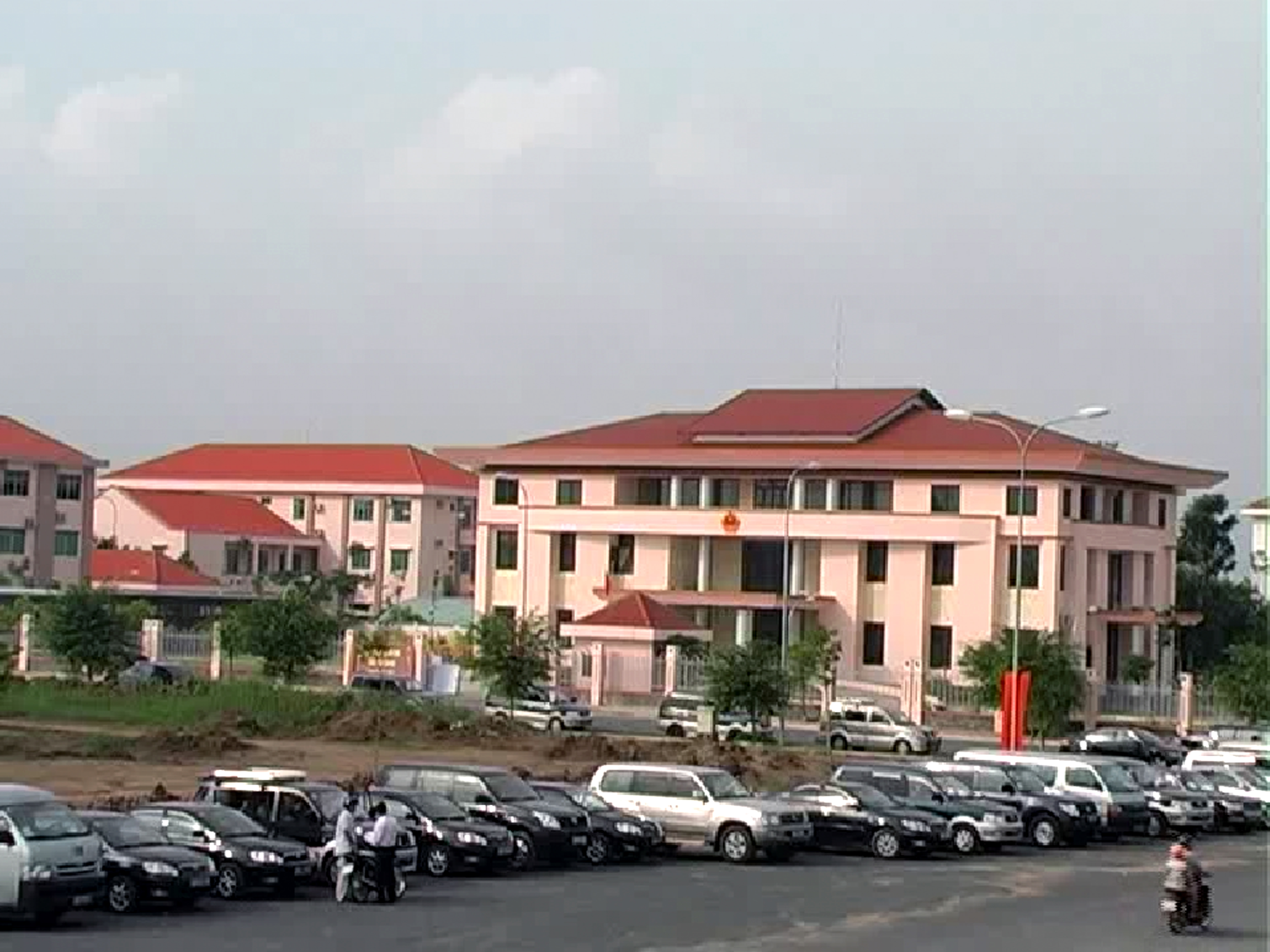
Khu hành chính tỉnh ủy Hậu Giang

## Danh nhân

### Chính trị
- Lê Nam Giới (sinh 1946, quê huyện Phụng Hiệp): Nguyên Ủy viên Trung ương Đảng, nguyên Bí thư Tỉnh ủy, Trưởng đoàn ĐBQH tỉnh Cần Thơ (sau là tỉnh Hậu Giang và thành phố Cần Thơ – nay là thành phố Cần Thơ).
- Trần Công Chánh (sinh 1959, quê ở huyện Châu Thành): Nguyên Chủ tịch UBND tỉnh, Nguyên Bí thư Tỉnh ủy Hậu Giang.
- Trần Quốc Trung (sinh 1960, quê huyện Phụng Hiệp): Nguyên Bí thư Thành ủy Cần Thơ.
- Huỳnh Thanh Tạo (sinh 1961, quê huyện Phụng Hiệp): Nguyên Chủ tịch HĐND tỉnh Hậu Giang.
- Trần Thanh Mẫn (sinh 1962, quê ở huyện Châu Thành A): Chủ tịch Quốc hội nước Cộng hòa xã hội chủ nghĩa Việt Nam.
- Lữ Văn Hùng (sinh 1963, quê ở thành phố Ngã Bảy): Bí thư Tỉnh ủy Bạc Liêu, nguyên Bí thư Tỉnh ủy Hậu Giang.
- Huỳnh Phong Tranh (sinh 1955): Nguyên Tổng Thanh tra Chính phủ, nguyên Chủ tịch UBND tỉnh Hậu Giang. Quê ở huyện Long Mỹ.
- Trần Việt Trường (sinh 1971, quê huyện Phụng Hiệp): Phó Bí thư Thành ủy, Chủ tịch UBND thành phố Cần Thơ.
- Trung tướng Trần Thị Ngọc Đẹp (sinh 1960, quê ở huyện Châu Thành A): Nữ Trung tướng Công an nhân dân Việt Nam đầu tiên, Nguyên Cục trưởng Cục Xây dựng Phong trào Toàn dân Bảo vệ An ninh Tổ quốc.

### Nghệ sĩ
- NSND Thanh Nam: Quê ở huyện Châu Thành.
- NSND Thanh Điền: Quê ở thành phố Vị Thanh.
- Diễn viên Khả Như: Quê ở thành phố Ngã Bảy.
- Siêu mẫu Ngọc Thạch: Quê ở thành phố Vị Thanh.